# Girella zonata
Girella zonata és una espècie de peix pertanyent a la família dels kifòsids.

## Descripció
- Pot arribar a fer 21 cm de llargària màxima.[5][6]

## Hàbitat
És un peix marí, bentopelàgic i de clima tropical que viu entre 0-8 m de fondària.

## Distribució geogràfica
Es troba a l'Atlàntic oriental: Cap Verd, les illes Canàries i el Marroc.

## Observacions
És inofensiu per als humans.